# Зиляктау
Зиляктау (баш. Еләктау) — деревня в Татышлинском районе Республики Башкортостан Российской Федерации. Входит в состав Шулгановского сельсовета. 

## География

### Географическое положение
Расстояние до:
- районного центра (Верхние Татышлы): 40 км,
- центра сельсовета (Шулганово): 6 км,
- ближайшей ж/д станции (Янаул): 53 км.

## Население
| 2002 | 2009 | 2010 |
| ---- | ---- | ---- |
| 24   | ↘11  | →11  |

Национальный состав
Согласно переписи 2002 года, преобладающая национальность — башкиры (96 %).